# Anakent Spor Kulübü
Anakent Spor Kulübü est un club turc de volley-ball fondé en 2014 et basé à Samsun, évoluant pour la saison 2017-2018 en Türkiye Bayanlar Voleybol 1. Ligi

## Palmarès

### Saison 2017-2018
| No                                      | Nom                                     | Date de naissance                       | Taille                         | Poids                          | Poste                          |
| --------------------------------------- | --------------------------------------- | --------------------------------------- | ------------------------------ | ------------------------------ | ------------------------------ |
| 1                                       | Dilek Kınık                             | 14 janvier 1995                         | 170                            | 62                             | Libero                         |
| 2                                       | Ezgi Güç                                | 23 mars 1992                            | 181                            | 59                             | Réceptionneuse-attaquante      |
| 6                                       | Selin Toy                               | 13 juillet 1993                         | 190                            | 66                             | Centrale                       |
| 7                                       | Ada Germen                              | 24 juin 1997                            | 183                            | 65                             | Réceptionneuse-attaquante      |
| 8                                       | Adlin Kaymaz                            | 15 septembre 2001                       | 170                            | 63                             | Libero                         |
| 9                                       | Regan Hood                              | 10 août 1983                            | 188                            | 74                             | Réceptionneuse-attaquante      |
| 10                                      | Kübra Kegan                             | 18 juillet 1995                         | 178                            | 58                             | Passeuse                       |
| 11                                      | Suna Erel                               | 1er janvier 1991                        | 179                            |                                | Passeuse                       |
| 14                                      | Duygu Nur Doğan                         | 8 septembre 1998                        | 183                            | 62                             | Centrale                       |
| 15                                      | Irmak Keskin                            | 27 juin 1996                            | 180                            |                                | Réceptionneuse-attaquante      |
| 18                                      | Sanja Popović                           | 31 mai 1984                             | 186                            | 76                             | Attaquante                     |
| ?                                       | Ceren Çağlar                            | 29 novembre 1992                        | 188                            | 80                             | Centrale                       |
| ?                                       | Ezgi Kapdan                             | 3 janvier 1985                          | 179                            | 66                             | Passeuse                       |
|                                         |                                         |                                         |                                |                                |                                |
| Encadrement technique                   | Encadrement technique                   |                                         | Légende                        | Légende                        | Légende                        |
| Entraîneur : Reşat Arığ                 | Entraîneur : Reşat Arığ                 | Entraîneur : Reşat Arığ                 | : Capitaine                    | : Capitaine                    | : Capitaine                    |
| Entraîneur(s) adjoint(s) : Onur Çarıkçı | Entraîneur(s) adjoint(s) : Onur Çarıkçı | Entraîneur(s) adjoint(s) : Onur Çarıkçı | : Joueuse blessée actuellement | : Joueuse blessée actuellement | : Joueuse blessée actuellement |